# Francisco Borrell
Francisco Borrell, né le 17 juillet 1934, à Sant Boi de Llobregat, en Espagne, est un ancien joueur de basket-ball espagnol. Il évolue au poste de pivot.